# 川赤子
川赤子（かわあかご），是在鳥山石燕的妖怪画集『今昔畫圖續百鬼』里登场的妖怪，栖息在沼泽或池塘。

## 概要
喜欢在晚上隐藏在草丛中装婴儿的哭声骗人，若有人去，便会被声音吸引向沼泽，最后被陷入泥潭中然后淹没。